# EBITA
EBITA is een accountancyterm, en acroniem voor Earnings Before deduction of Interest, Tax and Amortisation, ofwel winst voor aftrek van renten, belastingen en afschrijvingen van immateriële activa. EBITA is een van de indicatoren waaruit de financiële gezondheid van een bedrijf kan worden afgeleid.

## In België
In de resultatenrekening vindt men de EBITA vermeld als de "Bedrijfswinst (Bedrijfsverlies)", met code 9901. De bedrijfswinst is gelijk aan de Bedrijfsopbrengsten min de Bedrijfskosten. De code verwijst naar het M.A.R. of het Minimum Algemeen Rekeningstelsel volgens de Belgische boekhoudwetgeving.